# Francesco Morlacchi
Francesco Giuseppe Baldassarre Morlacchi (Perugia, 14 giugno 1784 – Innsbruck, 28 ottobre 1841) è stato un compositore e operista italiano.
Fu uno dei principali artefici della diffusione dell'opera italiana all'estero.

## Biografia

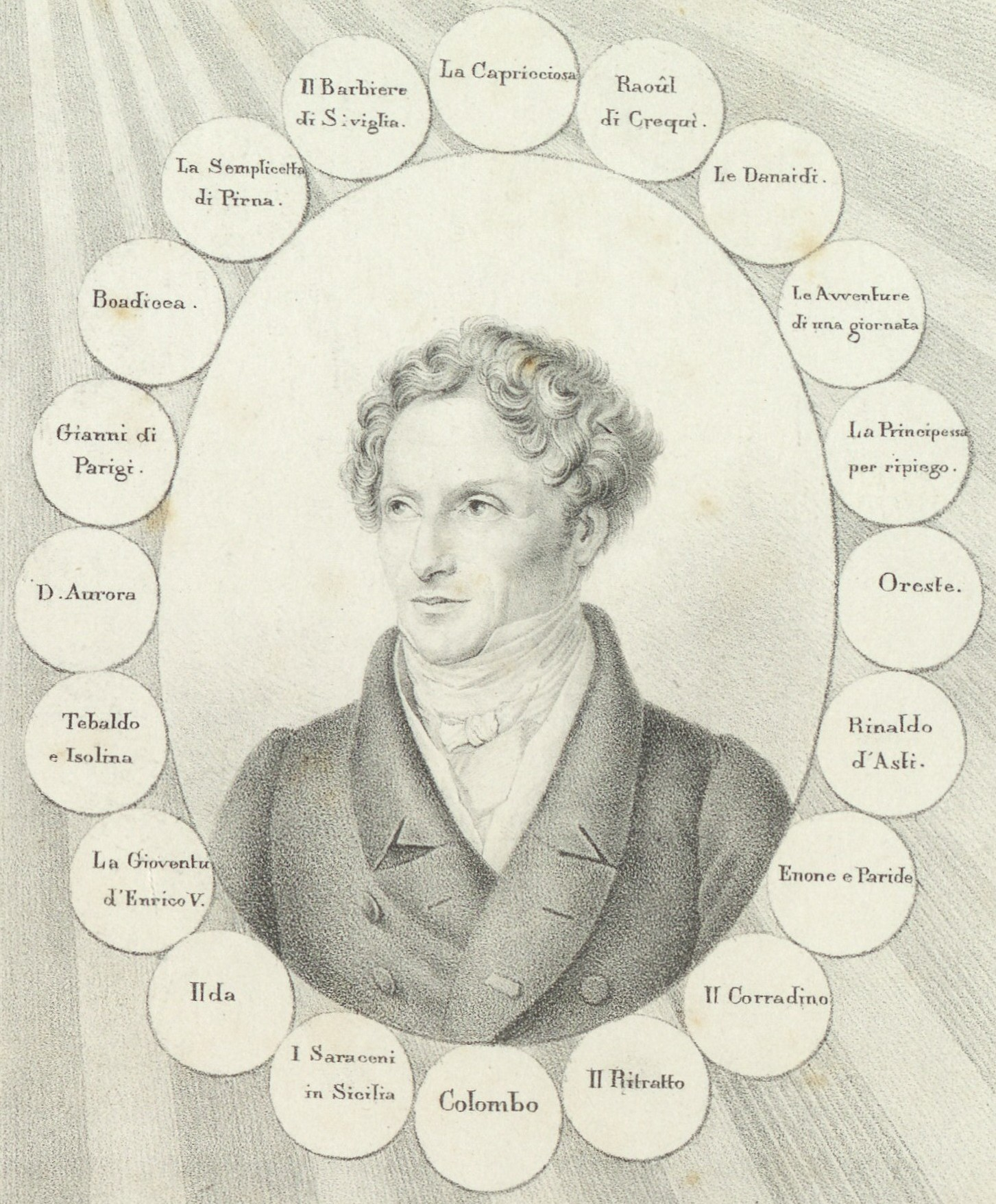
Ritratto di Francesco Morlacchi del 1828, circondato dai titoli delle proprie opere

Morlacchi iniziò la sua attività di compositore sin dalla tenera età, dapprima nello studio dello zio Giovanni Mazzetti e successivamente presso Luigi Caruso. Mandato a Napoli a proseguire gli studi, fu allievo di Nicola Antonio Zingarelli presso il Conservatorio di Santa Maria di Loreto. Infine si trasferì a Bologna alla scuola di Stanislao Mattei dove conobbe Gioachino Rossini. Le prime opere di Morlacchi, una farsa ed un'opera buffa, furono scritte nel 1807, ma la sua prima composizione rappresentata in teatro fu l'opera seria Corradino (Parma, 1808), andata in scena poi anche a Roma e Milano. Nel 1810 fu introdotto a Dresda dal contralto Marietta Marcolini e nel 1811 Morlacchi divenne Kapellmeister dell'Opera italiana a Dresda. In Germania si dette da fare per confermarsi agli occhi della critica, che vedeva nelle sue composizioni lo spirito dell'antico ordine sia dei compositori che dell'aristocrazia. Nel 1815 Morlacchi adattò Il barbiere di Siviglia dal libretto di Giuseppe Petrosellini, un anno prima che Rossini presentasse la sua celebre versione dal nuovo libretto di Cesare Sterbini.
Tra le venti e più opere prodotte da Morlacchi, grande successo riscosse Tebaldo e Isolina, rappresentata per la prima volta al Teatro La Fenice di Venezia nel 1822. L'interpretazione del ruolo principale da parte di Giovanni Battista Velluti contribuì alla diffusione dell'opera, che venne rappresentata nel decennio successivo in più di 40 città.
Morlacchi morì nel 1841: di lì a poco gli successe nel posto di Kapellmeister del Teatro di corte sassone il giovane Richard Wagner.
La sua tomba si trova nel duomo di Perugia.
Al suo nome è stato intitolato nel 1874 il Teatro del Verzaro di Perugia. Anche il Conservatorio Statale di Musica di Perugia porta il suo nome.

## Composizioni

### Opere
| Titolo                                                       | Genere            | Atti | Librettista                                           | Première          | Città, Teatro                    | Note                                                                                               |
| ------------------------------------------------------------ | ----------------- | ---- | ----------------------------------------------------- | ----------------- | -------------------------------- | -------------------------------------------------------------------------------------------------- |
| Il poeta disperato                                           | farsa             | 1    |                                                       | febbraio 1807     | Firenze, Teatro della Pergola    | |
| Il ritratto, o sia La forza dell'astrazione                  | dramma giocoso    | 2    | Luigi Romanelli                                       | estate 1807       | Verona, Teatro Filarmonico       | |
| Corradino                                                    | dramma            | 2    | Antonio Simeone Sografi                               | 27 febbraio 1808  | Parma, Teatro Imperiale          | |
| Enone e Paride                                               | dramma serio      | 2    |                                                       | ottobre 1808      | Livorno, Teatro degli Avvalorati | |
| Oreste                                                       | dramma giocoso    | 2    | L. Bottoni                                            | 26 dicembre 1808  | Parma, Teatro Imperiale          | |
| La principessa per ripiego                                   | dramma giocoso    | 2    | Jacopo Ferretti (revisione di Francesco Saverio Zini) | 15 aprile 1809    | Roma, Teatro Valle               | |
| Il Simoncino                                                 | farsa             | 1    |                                                       | giugno 1809       | Roma, Teatro Valle               | |
| Rinaldo d'Asti, ossia Il tutore deluso                       | dramma giocoso    | 1    | Giuseppe Rossena                                      | estate 1809       | Parma, rappresentazione privata  | |
| Le avventure d'una giornata                                  | melodramma buffo  | 2    | Luigi Romanelli                                       | 26 settembre 1809 | Milano, Teatro alla Scala        | |
| Le danaidi                                                   | dramma serio      | 2    | Stefano Scatizzi                                      | 11 febbraio 1810  | Roma, Teatro Argentina           | Da Ipermestra di Pietro Metastasio                                                                 |
| Raoul di Crequy                                              | dramma semiserio  | 3    | Niccolò Perotti                                       | aprile 1811       | Dresda, Teatro di corte          | |
| La capricciosa pentita                                       | dramma giocoso    | 4    | Luigi Romanelli                                       | 10 gennaio, 1816  | Dresda, Teatro di corte          | |
| Il barbiere di Siviglia                                      | dramma giocoso    | 4    | Giuseppe Petrosellini                                 | 29 maggio 1816    | Dresda, Teatro di corte          | |
| La semplicetta di Pirna                                      | dramma per musica | 2    |                                                       | agosto 1817       | Dresda, Teatro di corte          | |
| Boadicea                                                     | dramma per musica | 2    | Giovanni Battista Bordese                             | 13 gennaio 1818   | Napoli, Teatro San Carlo         | con Isabella Colbran, Friederike Funk, Andrea Nozzari, Claudio Bonoldi e Michele Benedetti (basso) |
| Gianni di Parigi                                             | melodramma comico | 2    | Felice Romani                                         | 29 maggio 1818    | Milano, Teatro alla Scala        | con Giovanni David                                                                                 |
| Donna Aurora, ossia Il romanzo all'improvviso                | melodramma comico | 2    | Felice Romani                                         | autunno 1821      | Milano, Teatro alla Scala        | con Teresa Belloc-Giorgi, Domenico Donzelli e Luigi Lablache                                       |
| Tebaldo e Isolina                                            | melodramma eroico | 2    | Gaetano Rossi                                         | 4 febbraio 1822   | Venezia, Teatro La Fenice        | con Giovanni Battista Velluti, Francesca Maffei Festa e Gaetano Crivelli                           |
| La gioventù di Enrico V                                      | opera comica      | 2    | Felice Romani                                         | 4 ottobre 1823    | Pillnitz (Dresda)                | con Friederike Funk                                                                                |
| Ilda d'Avenel                                                | melodramma eroico | 2    | Gaetano Rossi                                         | 20 gennaio 1824   | Venezia, Teatro La Fenice        | con Henriette Méric-Lalande, Brigida Lorenzani, Giovanni Battista Velluti e Gaetano Crivelli       |
| I saraceni in Sicilia, ovvero Eufemio di Messina             | melodramma serio  | 2    | Felice Romani                                         | 28 febbraio 1828  | Venezia, Teatro La Fenice        | Col titolo Il rinnegato: Dresda, Teatro di corte, marzo 1832                                       |
| Colombo                                                      | melodramma serio  | 2    | Felice Romani                                         | 21 giugno 1828    | Genova, Teatro Carlo Felice      | |
| Don Desiderio, ovvero Il disperato per eccesso di buon cuore | melodramma buffo  | 2    | Bartolomeo Merelli                                    | autunno 1829      | Dresda, Teatro di corte          | |
| Francesca da Rimini                                          | melodramma serio  |      | Felice Romani                                         |                   |                                  | Incompleta                                                                                         |
| Laurina alla corte                                           |                   |      |                                                       |                   |                                  | Incompleta                                                                                         |

### Musica sacra
- Gli angeli esultanti, oratorio, 1803
- La passione di Gesù, oratorio, testo di Pietro Metastasio, 1812
- Isacco figura del redentore, oratorio, testo di Pietro Metastasio, 1817
- La morte di Abele, oratorio, testo di Pietro Metastasio, 1821
- 13 messe
- Cantate, offertori, Ave Maria, Dixit Dominus, Magnificat, Miserere, Salve regina

### Altro
- Romanze per canto e pianoforte
- 12 sonatine per pianoforte, 1803
- 6 sonate per organo
- Romanza, per quartetto d'archi e chitarra, 1834
- Elegia per pianoforte, 1840
- Contradanza per flauto, corno inglese e fagotto
- Finaletto per flauto, clarinetto, corno, violino, viola e violoncello